# Liaobatrachus
Mesophryne beipiaoensis, Yizhoubatrachus macilentus
Genre
Espèces de rang inférieur
- † Liaobatrachus grabaui (type) Ji & Ji, 1998
- † ? Liaobatrachus zhaoi Dong et al., 2013
- † ? Liaobatrachus beipiaoensis (Gao & Wang, 2001)

Synonymes
- † ?Callobatrachus Wang & Gao, 1999
- † ? Mesophryne Gao & Wang, 2001
- † ?Yizhoubatrachus Gao and Chen, 2004

Liaobatrachus (qui signifie "grenouille du Liaoning") est un genre de grenouilles préhistorique, dont le premier spécimen fossile a été récupéré dans la formation d'Yixian de la province du Liaoning, en Chine.

## Présentation
C'était la première grenouille de l'ère mésozoïque jamais trouvée en Chine. Les espèces Callobatrachus sanyanensis, Mesophryne beipiaoensis et Yizhoubatrachus macilentus ont été classées comme appartenant à Liaobatrachus dans une étude, mais cette hypothèse a été rejetée par d'autres auteurs. Le genre a été considéré comme nomen dubium par certains auteurs en raison de la mauvaise conservation du spécimen holotype.
Des fossiles ont été trouvés dans la localité de Sihetun dans la partie ouest de la province du Liaoning, dans la partie inférieure de la formation d'Yixian, et datent d'environ 124,6 Ma. Un autre spécimen a été collecté près de Heitizigou, à 25 km au sud de Beipiao. Ce spécimen a une longueur museau-évent de 69 mm. Liaobatrachus est considéré comme le membre le plus basal des Discoglossidae d'après des analyses phylogénétiques.
Comme les grenouilles sont rarement trouvées sous forme de squelettes articulés, la découverte de ce nouveau taxon a fourni des informations importantes sur l'évolution des anoures.
L'holotype, IVPP V11525, est connu à partir d'un squelette presque complet exposé en vue dorsale sur une dalle de schiste. La longueur totale de son corps (du museau à l'évent) est estimée à environ 94 mm. Il diffère morphologiquement à bien des égards de tous les autres discoglossidés, notamment par le nombre de vertèbres présacrées (neuf au lieu des huit habituelles) et d'autres caractères primitifs. Bien qu'il ait une mosaïque de caractères primitifs et dérivés, il peut être placé sans équivoque comme le taxon le plus basal du clade. Cela montre que le taxon a divergé tôt de la tige et a évolué séparément en tant que lignée distincte au début du Crétacé en Asie de l'Est.
Le crâne est décrit comme étant court et large et est bien conservé. La région maxillaire est moins bien conservée mais on peut déterminer que chaque prémaxillaire porte 18 à 20 dents minces et coniques, et le maxillaire porte environ 40 à 50 dents pédicellées fines. La colonne vertébrale se compose de neuf vertèbres présacrées, d'une seule vertèbre sacrée et d'un urostyle libre. Trois paires de côtes ont été trouvées associées aux présacraux II-IV. Les membres postérieurs sont remarquablement bien conservés et de construction élancée, avec une longueur totale approximative de 116 mm. Ses pattes postérieures ont la formule phalangienne 2-2-3-4-3, son quatrième doigt étant le plus long avec 27 mm.